# Andriej Gromyko
Andriej Andriejewicz Gromyko, ros. Андрей Андреевич Громыко, biał. Андрэй Андрэевіч Грамыка, Andrej Andrejewicz Hramyka (ur. 5 lipca?/18 lipca 1909 we wsi Staryja Hramyki, zm. 2 lipca 1989 w Moskwie) – radziecki polityk, ekonomista.
Od 1931 należał do WKP(b), następnie do KPZR. Od 1939 pracował w korpusie dyplomatycznym ZSRR. W latach 1943–1946 był ambasadorem ZSRR w Stanach Zjednoczonych i na Kubie. W latach 1946–1949 był wiceministrem spraw zagranicznych ZSRR i jednocześnie (do 1948) jego przedstawicielem w Radzie Bezpieczeństwa ONZ. W latach 1952–1953 był ambasadorem ZSRR w Wielkiej Brytanii. Od roku 1957 aż do 1985 był długoletnim szefem dyplomacji ZSRR. Od 1973 do 1988, gdy przeszedł na polityczną emeryturę, był członkiem Biura Politycznego KPZR. Równocześnie w latach 1985–1988 był przewodniczącym Prezydium Rady Najwyższej ZSRR (formalnie głową państwa).
Jako członek Biura Politycznego popierał wybór Michaiła Gorbaczowa na sekretarza generalnego KC KPZR, a później jako jedyny działacz KPZR „starego pokolenia” popierał aktywnie jego reformy.

## Życiorys

### Młodość
Był potomkiem polskiej drobnej szlachty z okolic Homla, choć źródła radzieckie i rosyjskie utrzymują, iż urodził się w rodzinie pół chłopskiej, pół robotniczej. Początkowo deklarował narodowość białoruską zaś po ukończeniu studiów, rosyjską. Ojciec Gromyki, Andriej Matwejwicz pracował jako robotnik sezonowy w miejscowej fabryce. Matwejwicz nie był wykształconym człowiekiem, ukończył jedynie cztery klasy szkoły podstawowej jednak umiał czytać i pisać. W latach 1904–1905 walczył w wojnie rosyjsko-japońskiej. Matka Gromyki, Olga Jewgenjewna pochodziła z chłopskiej rodziny z pobliskiej miejscowości. Jewgenjewna uczęszczała do szkoły tylko przez krótki czas – po tym gdy jej ojciec zmarł musiała ona pomagać matce przy żniwach.
Dorastał we wsi w pobliżu miasta Wietka, gdzie większość mieszkańców była staroobrzędowcami w ramach Rosyjskiego Kościoła Prawosławnego. Choć większość mieszkańców wioski Gromyki była głęboko religijna, on sam już w bardzo młodym wieku zaczął wątpić w istnienie siły nadprzyrodzonej. Do ateizmu w późniejszych latach przekonał go jego sąsiad-wolnomyśliciel, Michaił Sjeljutow. Już po rewolucji październikowej poznał on poglądy ateistyczne czytając wydawane przez rząd ulotki i broszury. W wieku 13 lat został członkiem Komsomołu i wraz z przyjaciółmi działającymi w tej młodzieżowej organizacji promował w rodzinnych stronach wartości komunistyczne i antyreligijne.
Wiadomość o ataku Niemiec na Imperium Rosyjskie w sierpniu 1914 roku wpłynęła na poczucie miłości do ojczyzny Gromyki. Jego ojciec na trzy lata został wcielony do armii i walczył na froncie południowo-zachodnim pod dowództwem generała Aleksieja Brusiłowa. Do domu wrócił w przeddzień rewolucji październikowej.
Na początku 1923 roku Gromyko został wybrany na pierwszego sekretarza lokalnego Komsomołu.

### Edukacja i działalność partyjna
Po ukończeniu siedmiu klas szkoły podstawowej i zawodówki za namową matki przeprowadził się do Borysowa, gdzie rozpoczął naukę w szkole technicznej, a następnie studia. W 1931 roku został członkiem radzieckiej partii komunistycznej. Otrzymał małe stypendium uczniowskie i rozpoczął pracę w wolontariacie. W trakcie pobytu w Borysowie poznał swoją przyszłą żonę, Lidię Dmitriewną Grinewiczową, która tak jak on wywodziła się z białoruskiej rodziny chłopskiej. Gromyko miał z nią dwoje dzieci – Anatolija i Emilię.
Po ukończeniu szkoły na dwa lata został powołany na stanowisko dyrektora szkoły średniej w rosyjskim Dzierżynsku, gdzie jednocześnie rozpoczął pracę nauczyciela. Przedstawiciel Komitetu Centralnego Komunistycznej Partii Białorusi zaproponował mu zrobienie pracy podyplomowej w Mińsku. Gromyko zgodził się i pojechał do Mińska gdzie odbył rozmowę z rektorem tamtejszej uczelni. Rektor zaproponował mu studia podyplomowe w dziedzinie ekonomii co związane było z długoletnim stażem Gromyki w pracy socjalnej i edukacji. W trakcie studiów podyplomowych kariera naukowa Gromyki uległa znacznemu przyśpieszeniu. W 1934 roku wraz z rodziną przeniósł się do Moskwy. W 1936 roku został wykładowcą na Akademii Nauk ZSRR. Zakresem jego pracy była gospodarka Stanów Zjednoczonych. Gromyko opublikował kilka książek na ten temat. W 1939 roku Komisja KC partii zaoferowała mu pracę w korpusie dyplomatycznym. W trakcie pracy zyskał uznanie polityków takich jak Gieorgij Malenkow i Wiaczesław Mołotow co otworzyło mu kolejne szczeble kariery.

### Praca ambasadora i II wojna światowa

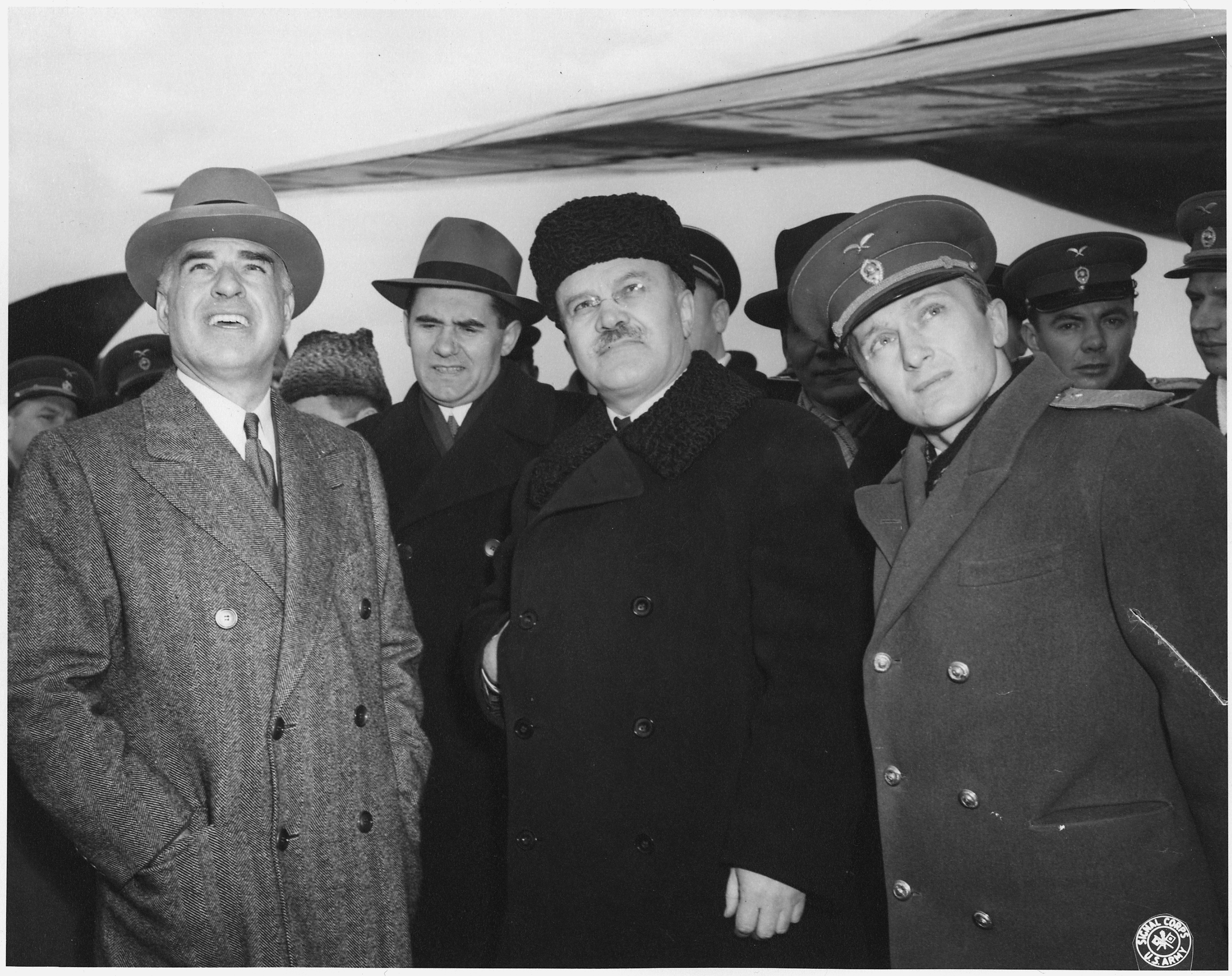
Gromyko na konferencji jałtańskiej

Wiosną 1939 roku zaczął pracować dla Ludowego Komisariatu Spraw Zagranicznych w Moskwie gdzie został szefem Departamentu Ameryk. Ze względu na swoją pozycję Gromyko spotkał się z ambasadorem Stanów Zjednoczonych w ZSRR, Lawrence Steinhardtem. Gromyko uważał, że Steinhard był „zupełnie niezainteresowany tworzeniem dobrych relacji między USA i ZSRR” a jego poprzednik na stanowisku Joseph Davies bardziej sprzyjał poprawie relacji między krajami. Po pół roku pracy Gromyko został zaproszony przez Józefa Stalina na spotkanie. Stalin w trakcie rozmowy poinformował dyplomatę o jego awansie i wysłaniu go do radzieckiej ambasady w Stanach Zjednoczonych. Gromyko miał na celu pogłębienie stosunków z USA celem zmniejszenia zagrożenia ze strony faszyzmu. W trakcie rozmowy Stalin zadziwił Gromykę doradzając mu odwiedzenie amerykańskich kościołów i wysłuchaniu wygłaszanych w barwnym języku kazań co według dyktatora miało być powszechną metodą radzieckich dyplomatów mającą na celu poprawy angielskiego akcentu. Gromyko jako ateista nie zastosował się do tej rady i nigdy nie odwiedził amerykańskiego kościoła.

Gromyko, który nigdy nie był za granicą, w międzyczasie odwiedził Włochy, które stały się tym samym pierwszym krajem kapitalistycznym, na terenie którego dyplomata postawił stopę. Zamieszkał w Nowym Jorku. Jak sam twierdził widok zubożałych robotniczych dzielnic miasta jeszcze bardziej utwierdził go w niechęci do kapitalizmu. Już w trakcie pierwszych dni pracy spotkał się z najwyższej rangi urzędnikami amerykańskiej administracji rządowej. W trakcie pracy spotkał się z wybitnymi osobistościami takimi jak aktorka Marilyn Monroe, brytyjski ekonomista John Maynard Keynes i aktor Charlie Chaplin.

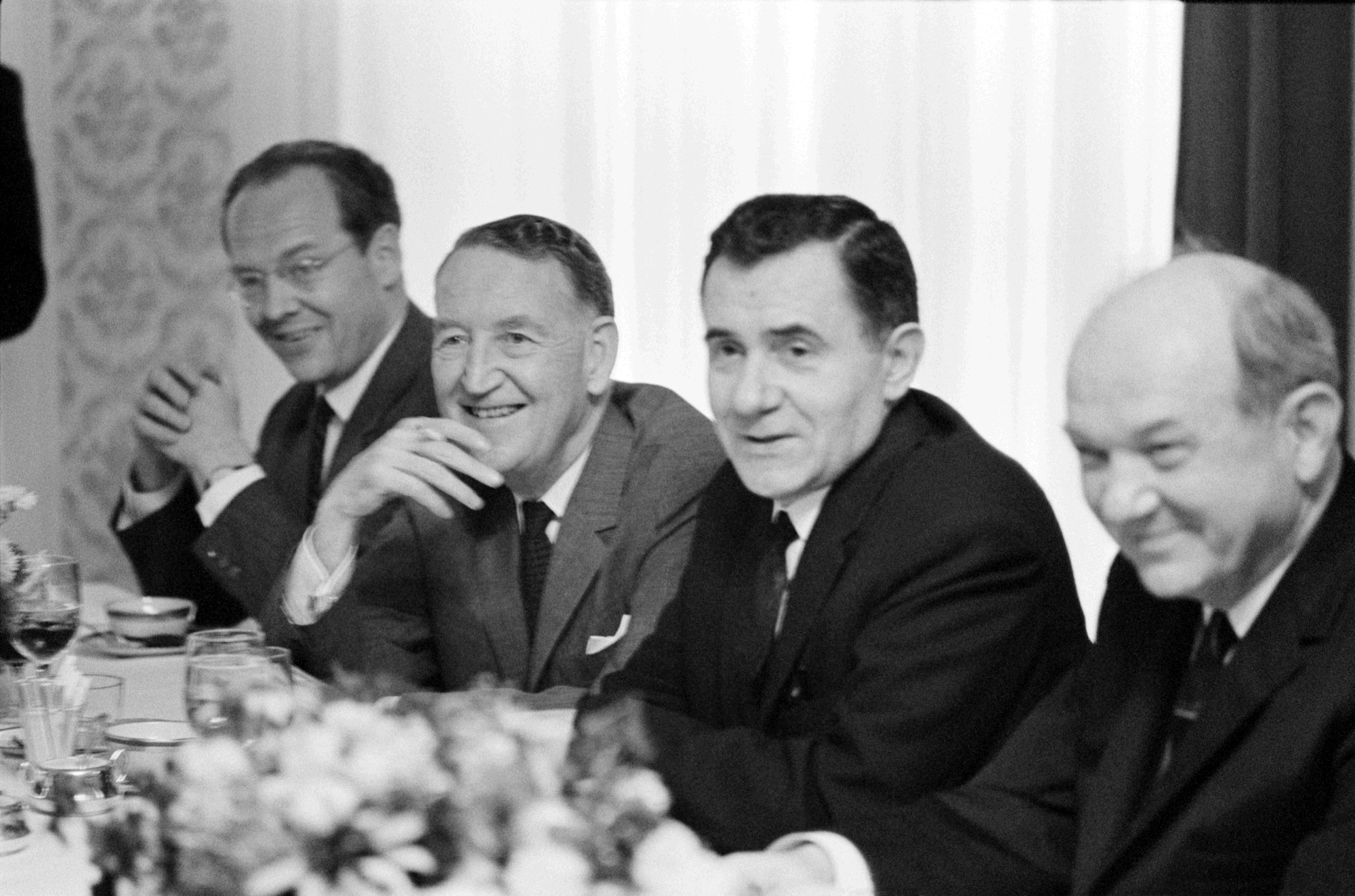
Konferencja radziecko-amerykańska z roku 1967

W 1943 i 1944 roku był delegatem na konferencjach w Teheranie, Dumbarton Oaks, Jałcie i Poczdamie. W 1943 roku na konferencji teherańskiej Kuba nawiązała stosunki dyplomatyczne z ZSRR, a Gromyko został ambasadorem w Hawanie. Po wyjeździe Mołotowa stał na czele delegacji radzieckiej na konferencji w San Francisco. Po zwycięstwie ZSRR w II wojnie światowej wziął udział w obchodach w Moskwie.

### Na czele radzieckiej polityki zagranicznej

#### W ONZ
W kwietniu 1946 roku otrzymał funkcję stałego przedstawiciela Związku Radzieckiego w Organizacji Narodów Zjednoczonych. Choć ZSRR oficjalnie poparł wybór Trygve Lie na stanowisko sekretarza generalnego Organizacji Narodów Zjednoczonych to Gromyko prywatnie uważał, że Lie był aktywnym zwolennikiem ekspansywnych zachowań Stanów Zjednoczonych i że źle wykonywał pełnioną funkcję. Także następca Lie, Dag Hammarskjöld prowadził według Gromyki politykę antyradziecką. U Thant w rozmowie z Gromyką oznajmił mu, że prawie niemożliwe jest przedstawienie przez ZSRR obiektywnej opinii, gdyż większość członków Sekretariatu Organizacji Narodów Zjednoczonych była amerykańskiego pochodzenia lub zwolennikami polityki proamerykańskiej, w rezultacie Gromyko często używał prawa weta. Z tego względu przywarł do niego przydomek Mister Niet (pan „nie”) – w ciągu pierwszych 10 lat istnienia ONZ, ZSRR użył prawa weta 79 razy. 14 maja 1947 roku zaproponował podział Palestyny na państwo żydowskie Izrael i arabskie państwo Palestyna.

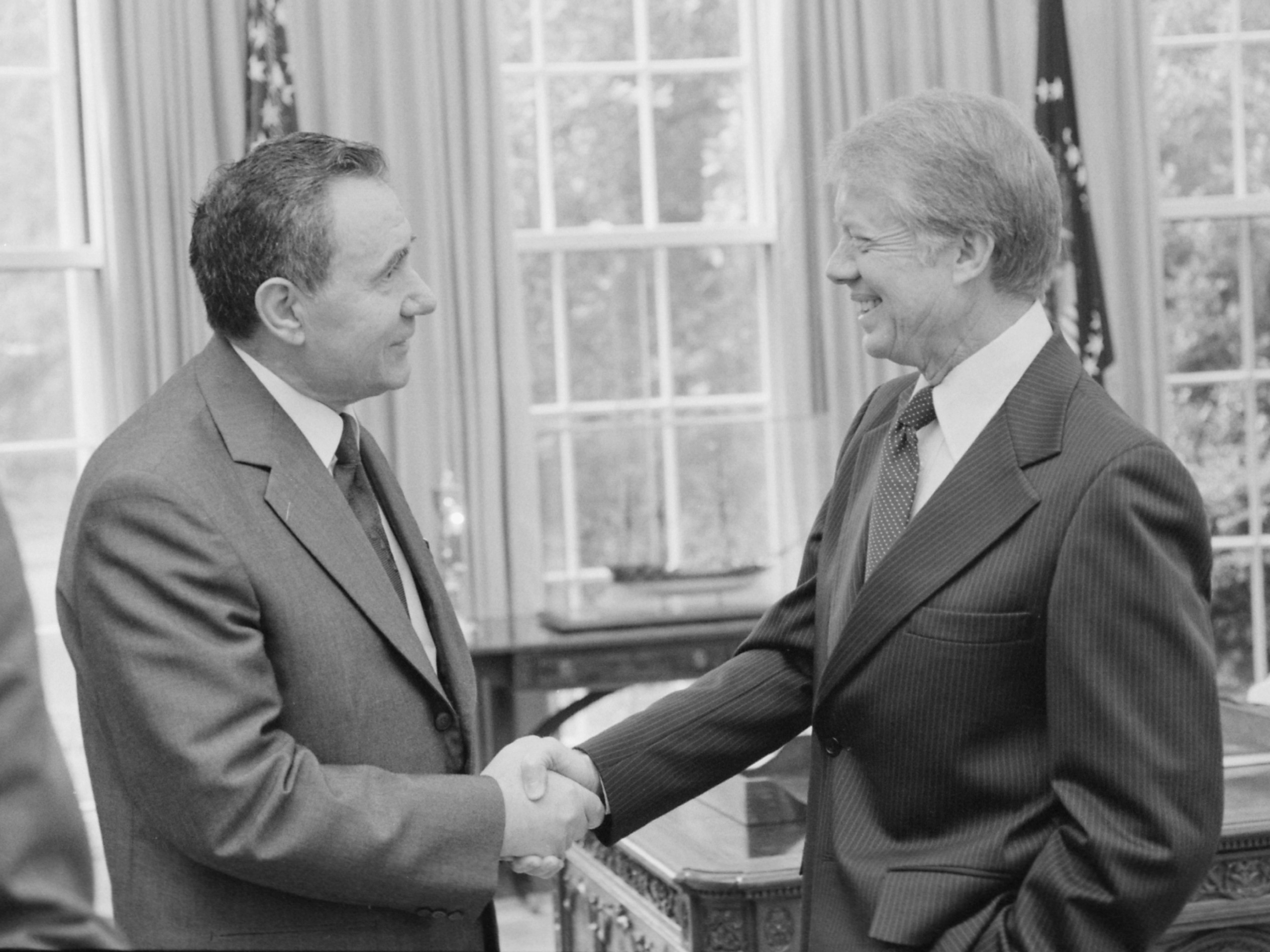
Gromyko i Jimmy Carter w 1978 roku

#### Ambasador w Wielkiej Brytanii
W czerwcu 1952 roku został mianowany ambasadorem w Wielkiej Brytanii. Po przybyciu na wyspy spotkał się z Winstonem Churchillem, którego poznał w trakcie wojny światowej. Politycy nie rozmawiali o polityce, lecz wspominali czasy wojenne. Gromyko spotkał się w tym celu z Churchillem jeszcze raz w 1953 roku. Ze stanowiska ambasadora został odwołany gdy przyznano mu funkcję ministra spraw zagranicznych.

#### Minister spraw zagranicznych
Pierwszy okres pracy jako minister spraw zagranicznych zintensyfikował wokół problemów Międzynarodowego Departamentu Komunistycznej Partii Związku Radzieckiego kierowanego przez Borisa Ponomariowa. Ponomariow starał się rozszerzyć wpływy Departamentu na radziecką politykę zagraniczną, co Gromyko próbował zatrzymać.
Jako polityk strzegł statusu supermocarstwa ZSRR. W 1958 roku Mao Zedong próbował szukać zwolenników pośród radzieckiego przywództwa dla planowanej przez siebie wojny z Republiką Chińską (Tajwanem). W trakcie rozmowy z Mao Gromyko przeraził się możliwością wywołania przez niego wojny i zapewnił chińskiego przywódcę, że wniosek o wsparcie ChRL nie dostanie zgody kierownictwa radzieckiego. Kiedy radzieckie kierownictwo dowiedziało się o tej rozmowie, odpowiedziało na agresywną politykę ChRL zakończeniem radziecko-chińskiego programu nuklearnego i projektów wsparcia industrializacji w Chinach. Kilka lat później podczas kryzysu kubańskiego na zlecenie Nikity Chruszczowa spotkał się z Johnem F. Kennedym i skrytykował amerykańskie groźby wobec Kuby. Gromyko w wywiadzie z 1988 roku opisał Kennedy’ego jako przestraszonego i plączącego się w argumentach polityka. Podczas swoich dwudziestu ośmiu lat jako minister spraw zagranicznych Gromyko popierał politykę rozbrojenia, stwierdzając w swoich wspomnieniach, że „rozbrojenie jest ideałem socjalizmu”.

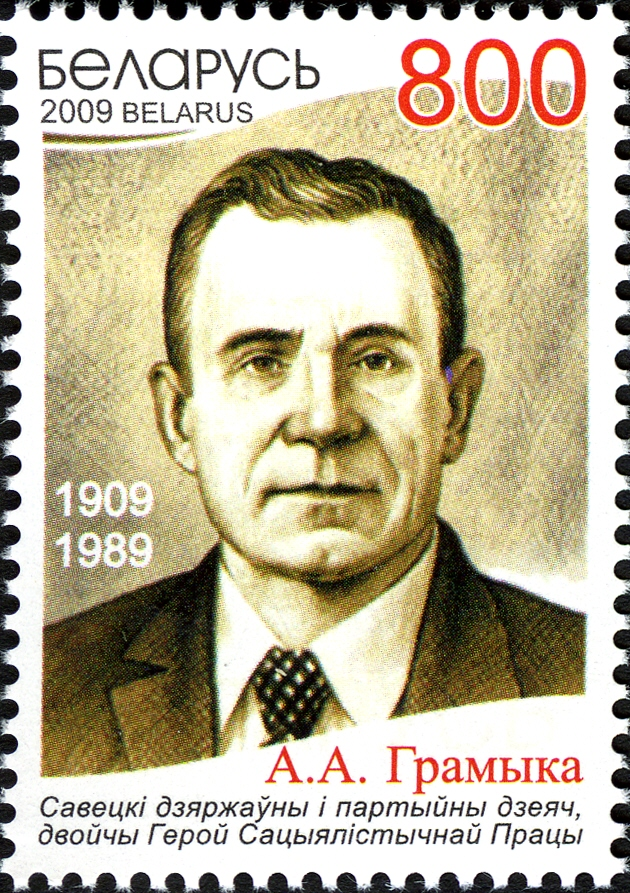
Białoruski znaczek pocztowy z podobizną Andrieja Gromyki z 2009

5 sierpnia 1963 roku podpisał częściowy zakaz prób jądrowych. Zakaz był efektem trwających od roku 1958 rozmów. W 1965 roku udało mu się wraz z Aleksiejem Kosyginem wypracować traktat pokojowy (deklaracja z Taszkentu) między Indiami a Pakistanem kończący wojnę indyjsko-pakistańską z tego samego roku. Innymi sukcesami Gromyki były układ o nierozprzestrzenianiu broni jądrowej (1968), Anti-Ballistic Missile Treaty, Strategic Arms Limitation Treaty i Agreement on the Prevention of Nuclear War (1973).
W 1966 roku zaangażował się w dialog z papieżem Pawłem VI, który to dialog przyczynił się do większej otwartości władzy na Kościół katolicki w Europie Wschodniej. W 1973 roku wszedł do Politbiura, gdzie uzyskał decydujący wpływ na politykę zagraniczną państwa. Wraz ze stagnacją gospodarczą okresu rządów Jurija Andropowa i Konstantina Czernienki rola Gromyki jako ministra spraw zagranicznych w radzieckiej polityce zmalała, a on sam prezentował bardziej nieprzejednane stanowisko aniżeli jego przełożeni.
W połowie lat 80. w wewnątrzpartyjnej batalii wsparł reformistę Michaiła Gorbaczowa, dzięki czemu ten został przewodniczącym Prezydium Najwyższej Rady, a więc głową państwa. Eduard Szewardnadze zastąpił go na stanowisku ministra spraw zagranicznych.

### Jako głowa państwa i dalsza działalność

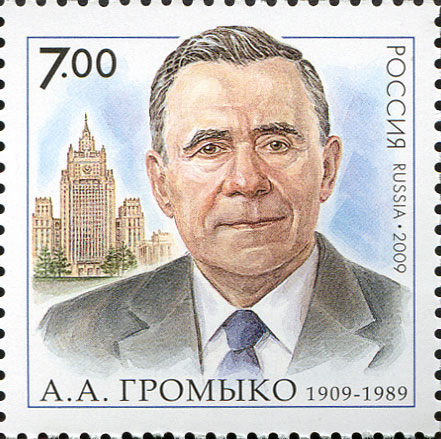
Rosyjski znaczek pocztowy z podobizną Andrieja Gromyki z 2009

W czasach rządów Gorbaczowa Gromyko sprawował funkcję przewodniczącego Prezydium Rady Najwyższej ZSRR, co było raczej symboliczne. W efekcie jego rzeczywiste wpływy się zmniejszyły. Gromyko, pomimo że wcześniej prezentował twardogłowe stanowisko, popierał procesy pieriestrojki, głasnosti i liberalizacji systemowej, licząc, że ZSRR stanie się bardziej demokratycznym państwem.
Podczas konferencji partyjnej w lipcu 1988 roku Władimir Mielnikow wezwał Gromykę do rezygnacji. Mielnikow obwiniał Breżniewa za stagnację gospodarczą i polityczną, a Gromyko jako prominentny członek przywództwa Breżniewa był, według niego, osobą, która doprowadziła ZSRR do tego stanu rzeczy. Gromyko, pomimo obrony ze strony wielu członków KPZR, postanowił zrezygnować z polityki na dobre. 1 października 1988 roku w towarzystwie Gorbaczowa, Jegora Ligaczowa i Nikołaja Ryżkowa ogłosił swoją rezygnację przed Radą Najwyższą. Po rezygnacji Gromyki oficjalnym przywódcą Związku Radzieckiego został Gorbaczow. Po przejściu na emeryturę zaczął pracować nad swoimi wspomnieniami. Zmarł 2 lipca 1989 roku. Jego osoba została upamiętniona minutą ciszy na Zjeździe Deputowanych Ludowych ZSRR. Swoje kondolencje rodzinie Andrieja Gromyki przekazał amerykański prezydent George H.W. Bush. Rząd chciał, aby zwłoki Gromyki trafiły na cmentarz przy Murze Kremlowskim, jednak rodzina nie zgodziła się na pochówek na Kremlu. W rezultacie ciało polityka trafiło na cmentarz Nowodziewiczy.

## Ordery i odznaczenia
- Złoty Medal „Sierp i Młot” Bohatera Pracy Socjalistycznej (ZSRR, dwukrotnie: 17 lipca 1969, 17 lipca 1979)
- Order Lenina (ZSRR, siedmiokrotnie: 3 listopada 1944, 5 listopada 1945[50], 17 lipca 1959, 31 grudnia 1966, 17 lipca 1969, 17 lipca 1979, 17 lipca 1984)
- Order Wojny Ojczyźnianej I stopnia (ZSRR, 23 kwietnia 1985)
- Order Czerwonego Sztandaru Pracy (ZSRR, 9 listopada 1948)
- Order „Znak Honoru” (ZSRR, 30 października 1954)
- Nagroda Leninowska (ZSRR, 1982)
- Nagroda Państwowa ZSRR (ZSRR, 1984)
- Odznaka „50 lat członkostwa w KPZR” (ZSRR)
- Krzyż Wielki Orderu Odrodzenia Polski (Polska, 1984)
- Wielka Wstęga Orderu Zasługi Polskiej Rzeczypospolitej Ludowej (Polska, 1974)
- Krzyż Wielki Orderu Słońca Peru (Peru)
- Order Klementa Gottwalda (Czechosłowacja, 1979)
- Order Białego Lwa I klasy (Czechosłowacja, 1975)
- Order Sztandaru (Węgry)
- Order Zasługi Pokoju i Przyjaźni (Węgry, 1979)
- Order Georgi Dimitrowa (Bułgaria)